# Garrison Keillor
Garrison Keillor (eredeti nevén Gary Edward Keillor) (Anoka, Minnesota, 1942. augusztus 7. –) Grammy-díjas amerikai író, humorista, rádiós személyiség, aki elsősorban a Prairie Home Companion című rádióműsoráról híres.
Keillor az Anokai Gimnáziumba (Anoka High School) járt, majd angol szakos diplomát szerzett a Minnesotai Egyetemen. 1969-től a Minnesota Public Radio nevű közszolgálati rádióadónál dolgozott, és a New Yorker magazinban is megjelentek cikkei.
Garrison Keillor 1969 óta műsorvezetője a Prairie Home Companion című, szombat délutáni rádióműsornak. A műsorban meghívott zenekarok, énekesek szerepelnek (az utóbbiakkal Keillor is gyakran együtt énekel), a show állandó társulata szkeccseket és humoros műreklámokat ad elő, a délután fénypontja pedig rendszerint az, amikor Garisson Keillor kitalált „szülőfalujának”, Lake Wobegonnak a legújabb eseményeiről mesél.

## Magyarul
- Rádiórománc; ford. Uram Tamás; Európa, Bp., 2002